# Nawathana
Nawathana (en népalais : नवथान) est un comité de développement villageois du Népal situé dans le district d'Achham. Au recensement de 2011, il comptait 2 005 habitants.